# Bruno Vondenhoff
Franz Bruno Vondenhoff (Colònia (Rin del Nord-Westfàlia), 16 de maig, 1902 - Frankfurt del Main (Land de Hessen), 7 de juliol, 1982), va ser un director d'orquestra, director artístic, musicòleg i professor universitari alemany. Va ser director general de música als teatres de Halle (Saale) (1935–1937), Friburg de Brisgòvia (1938–1944) i Frankfurt del Main (1945–1952). Després de la Segona Guerra Mundial, Vondenhoff va fer una contribució a la reconstrucció organitzativa de l'Òpera de Frankfurt. També va fundar l'escola d'òpera a la Universitat de Música i Arts Escèniques de Frankfurt del Main. Al principi de la seva carrera com a director va defensar la nova música (Alban Berg, Paul Hindemith i altres). Juntament amb la seva dona Eleonore Vondenhoff, va dur a terme una investigació intensiva sobre Gustav Mahler en els seus darrers anys. També va actuar com a traductor i presentador.

## Realització de tasques
Després d'estudiar música el 1922, va ocupar la seva primera posició com a director al Landestheater Coburg de Baviera; No va acabar una tesi que havia començat sobre les sonates per a piano del compositor italià Muzio Clementi. Després d'una temporada es va traslladar a la mateixa posició al Teatre Municipal Lortzing de Münster a Westfàlia.
El 1925 va anar al "Stadttheater Danzig" com a primer director de banda. Aquí es va destacar més pels materials tradicionals i la bona artesania. Principalment es basava en dibuixar cavalls que eren rebuts incondicionalment per l'audiència, i en alguns casos va tenir bastant èxit amb ells, com va explicar Stephan Wolting. Vondenhoff va tenir un èxit particular amb "Aïda" de Verdi. No obstant això, va romandre a l'ombra de Cornelius Kun, que encara era molt respectat.
El 1928 esdevingué el primer director de banda i el 1929 director musical del "Reußisches Theatre" de Gera. Va ser allà on va defensar la música contemporània. Aquí va ser el responsable de les estrenes de "Moschopulos" (1928) de Rudolf Wagner-Régeny, "Der nackte König" (1928) i "Esau und Jacob" (1930), "Häusliches Glück" de Tibor Harsányi (1930) i Eugene Zádors "X mal Rembrandt" (1930). Les estrenes d'obres de Béla Bartók, Paul Hindemith, Darius Milhaud i d'altres també estaven al programa a Gera. Destaca especialment l'estrena d'Alemanya central de "Wozzeck" d'Alban Berg. Tots dos músics van mantenir una relació amistosa.
Amb el seu trasllat a Königsberg i. A partir de 1931 esdevingué director d'òpera, succeint a Werner Ladwig. També es va fer càrrec dels concerts simfònics de la ciutat d'Hermann Scherchen, es va convertir en director de l'"Ostmarken Rundfunk" i cap del cor de concerts "Musikalische Akademie". Al mateix temps, va dirigir una classe de direcció al conservatori local des de 1932. El 1932 va estrenar l'adaptació de Joseph Müller-Blattau de "Claudine von Villa Bella" de Johann Friedrich Reichardt. També hi va haver nombroses estrenes a Königsberg de compositors com Alban Berg, Paul Hindemith, Arthur Honegger, Darius Milhaud, Dmitri Xostakóvitx, Igor Stravinsky i Rudolf Wagner-Régeny. A més, es va assajar l'òpera "Die Bürgschaft" de Kurt Weill. Va rebutjar una demolició exigida pels nacionalsocialistes; l'obra va ser prohibida. A causa del seu compromís amb la música, que va ser difamada com a jueva i degenerada, i la "falta de fiabilitat política" associada, se li va concedir breument una excedència forçada el març de 1933. A la primavera va deixar Königsberg a Prússia cap a Colònia.

## Director General de Música
Halle (Saale)

Després d'intents infructuosos, entre altres coses... Al "Landestheater Oldenburg" el juny de 1933 esdevingué director musical del teatre de la ciutat de Halle (Saale) i director dels concerts simfònics de l'orquestra municipal. Aquí es va traslladar a un apartament modernista al nucli antic del comerciant de pianos Balthasar Döll (Große Ulrichstrasse 33/34: 2n pis amb vistes a Kleine Ullrichstrasse). El 1935 va ser nomenat director general de música. Com a director convidat va portar, entre d'altres, el compositor Hans Pfitzner a Halle. També va entrar en contacte amistós amb Werner Egk. La direcció de concerts de Vondenhoff en aquella època també incloïa dues estrenes mundials: "The Four Temperaments" de Hans Kleemann i "The Soul" de Heinz Schubert. L'estrena inicialment prevista de l'òpera "Der Fünstling" de Rudolf Wagner-Régeny no es va poder realitzar. Eva Zander (2005) comentava que les estrenes mundials […] pràcticament només es van donar als instituts més coneguts i més ben equipats sota un lideratge destacat i probablement políticament impecable, especialment Berlín, Dresden i Munic". Vondenhoff també va participar en "Otto and Theophano" de Händel al Festival Händel. El 1935 va ser director convidat del cicle Beethoven de l'Orquestra Filharmònica de Berlín. Dos anys després del seu nomenament com a director general de música, va ser destituït a causa del seu matrimoni amb una "dona mig jueva"; Va donar el seu concert de comiat l'abril de 1937. Un "mantell de silenci" s'estenia ara sobre la seva persona en públic.
Friburg a Breisgau

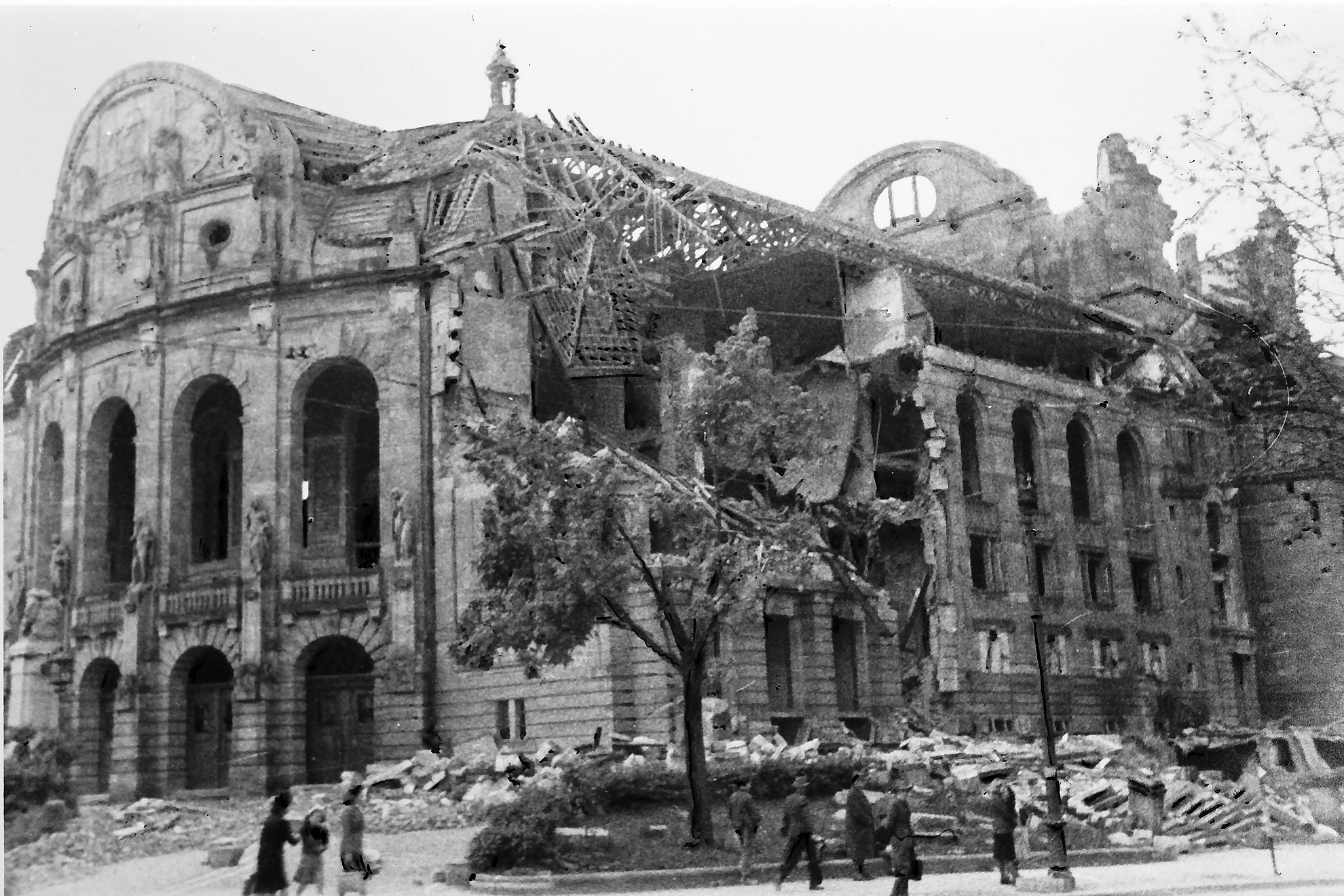
Lloc de treball destruït, teatre de la ciutat de Friburg im Breisgau (1944–1948)

Després que el director de l'"Städtische Bühnen Freiburg", Wolfgang Nufer, ja havia expressat interès l'estiu de 1937, Vondenhoff va ser contractat com a director general de música i successor de Franz Konwitschny a Friburg de Brisgòvia a partir de la temporada 1938/39; en el procés de sol·licitud contra Hans Rosbaud. Vondenhoff va rebre un suport important del seu antic professor, el director de banda de Gewandhaus Hermann Abendroth. Vondenhoff probablement va rebre un "permís especial" de Joseph Goebbels. En la seva biògrafa Eva Zander (2005) valora la solució de Friburg com beneficiosa per a tots els implicats. A Friburg, Vondenhoff va ser el director musical de diverses noves produccions d'òpera, des de "Enoch Arden" d'Ottmar Gerster fins a "The Four Rufians" d'Ermanno Wolf-Ferrari. També va dirigir les estrenes de compositors de la regió, com Josef Schelb, Carl Ueter, Julius Weismann i Eberhard Ludwig Wittmer. "Freiburger Musikwochen,", que va dirigir, es va centrar en Schubert (1938), Beethoven (1939), Mozart (1941), "Romantiker" (1942) i Haydn/Brahms (1943). Segons Thomas Salb (1993), l'orquestra el va valorar perquè "va permetre als músics participar en el procés de creació d'una obra i els va animar a ser creatius". Dos concerts celebrats a Anvers a la Bèlgica ocupada ( 1941/43) Segons Eric Derom (2015), Vondenhoff, que va tenir dificultats amb els nacionalsocialistes, els va dirigir per motius de carrera. Amb la temporada 1944/45 va ser substituït com a director general de música per Wilhelm Schleuning (amb el pagament d'una indemnització per acomiadament), i finalment va ser expulsat de la casa. A diferència d'altres artistes, es va quedar amb la seva dona "no ària" malgrat aquestes dificultats. El teatre de la ciutat va ser destruït durant els atacs aeris aliats a Friburg el 27 de novembre de 1944.
Frankfurt del Main

Segons Hilmar Hoffmann (2008), "es va qualificar com un fort educador orquestral malgrat les sospites polítiques de l'aparell cultural nazi [sic!]". Després de la Segona Guerra Mundial esdevindria el director musical de la ciutat i el cap de la els concerts de la "Frankfurter Museumsgesellschaft" (amb la "Frankfurter Opera and Museum Orchestra") i l'"Associació Cäcilien". L'octubre de 1945, la ciutat de Frankfurt del Main el va nomenar com a successor de Franz Konwitschny com a director musical i director d'òpera. El conseller cultural Eberhard Beckmann i el govern militar nord-americà li van instar expressament a fer això últim. Va ser en gran part responsable de la reconstrucció organitzativa de l'Òpera de Frankfurt. El setembre de 1945, les representacions es van reprendre a la sala reconvertida de la Borsa de Gras amb "Tosca" de Giacomo Puccini. A finals de 1951 va obrir el local reconstruït a la "Theaterplatz". Com a director (1945–1951) -des de 1948 de tot el Teatre Municipal de Frankfurt- va ocupar, entre altres coses, els solistes vocals Georg Stern, Christa Ludwig, Kurt Wolinski, Heinrich Bensing, Toni Blankenheim, Kurt Marschner, Rosl Zapf i Ludwig Welter. Va portar directors com Walter Felsenstein, Otto Schenk i Wieland Wagner a Frankfurt. Amb motiu dels "Hindemith Days" en el 50è aniversari del compositor (1945), Vondenhoff va portar la música del compositor emigrat de tornada a Frankfurt. Vondenhoff va dirigir l'estrena alemanya del tema de Hindemith "Thema mit Vier Variationen. Die vier Temperamente". Seguiren altres estrenes alemanyes importants, entre d'altres. "Concerto per a violí" d'Alban Berg (1946),"Golgotha" de Frank Martin (1950) i "Quatre últimes cançons" (1950) de Richard Strauss. Vondenhoff també va dirigir les estrenes de diversos concerts a Frankfurt (incloent Walter Abendroth, Anton Biersack, Walter Braunfels, Gerhard Frommel, Harald Genzmer, Erich Sehlbach. El 1952 va cedir el càrrec de director general de música a Georg Solti, però va romandre com a director fins al 1955. Vondenhoff també va reviure el Cor Cäcilien a partir de 1945. La reobertura de la "Paulskirche" de Frankfurt (1948) va tenir lloc durant la seva etapa com a director de cor (1945–1949). També va ser contractat com a director convidat a casa i a l'estranger. La corbata es considerava la seva marca registrada, fins i tot en un context privat era la corbata de llaç.
El 1954 va fundar una escola d'òpera a la Universitat Estatal de Música i Arts Escèniques de Frankfurt del Main, on va ser nomenat professor el 1955. Va treballar repetidament amb Paul Hindemith en actuacions. Es va retirar del servei universitari el 1967.
Traductor i moderador

De 1967 a 1969 va ser director artístic del "Gießener Musiktage" per a joves solistes del "Hessischer Rundfunk". De 1967 a 1969 va ser l'amfitrió de la sèrie de vuit parts "Música i paraula". El 1970 va moderar un cicle de deu parts de Beethoven al programa de televisió de Hesse.
Per a "Suhrkamp Editor" va traduir el "Wagner Breviary" de Bernard Shaw de l'anglès a l'alemany (data de publicació: 1973). A més, va transcriure els comentaris d'Arnold Schönberg sobre el "Design for a New Aesthetics of Music" de Ferruccio Busoni (data de publicació: 1974). També va treballar com a traductor de llibrets d'òpera italiana per a l'editorial Ricordi. Les seves primeres traduccions van aparèixer als llibres de Rowohlt Verlag (incloent-hi Otello 1981, La Bohème 1981, Rigoletto 1982).
Bruno Vondenhoff havia viscut a Frankfurt-Dornbusch des de 1945 amb la seva dona d'origen austríac, l'actriu i col·leccionista Eleonore Vondenhoff, de soltera Murhammer (1900–1994). La parella es va casar com a catòlic romà a l'església de Santa Maria de Gdansk el 1927; Els testimonis van ser, entre d'altres: Director general de música Cornelius Kun. Vondenhoff va morir el 1982 com a conseqüència d'un accident al metro de Frankfurt i va ser enterrat al Waldfriedhof Goldstein de Frankfurt.

## Col·lecció i obra Mahler
Com a pensionista, ell i la seva dona es van dedicar intensament a la persona i a l'obra de Gustav Mahler, on, segons Eleonore, va assumir el treball decisiu en la publicació. Segons Eva Zander (2005), la documentació de Gustav Mahler s'ha convertit en una eina indispensable per a la recerca internacional de Mahler. La col·lecció privada es troba a la col·lecció de música de la Biblioteca Nacional d'Àustria a Viena des de 1992. Inclou més de 7.000 documents sobre Mahler i el seu entorn. És accessible a través dels volums del catàleg.
La feina de Vondendroff també es troba a la Biblioteca Nacional Austríaca de Viena; cobreix un període que va des de 1930 fins a 1970. Una altra part es conserva a la Universitat de Música de Frankfurt.

## Premis
- 1935: Placa de Händel de la ciutat de Halle[69] en bronze[70]
- 1949: Placa commemorativa (l'any Goethe 1949) de la ciutat de Frankfurt del Main[71]
- 1967: Gran Medalla d'Or d'Honor de la Cooperativa de Membres de l'Escena Alemanys (GDBA)[72]
- 1968: Ordre del Mèrit de la República Federal d'Alemanya. 1a classe[72]
- 1977: Gran Condecoració d'Honor d'Honor pels Serveis a la República d'Àustria (juntament amb la seva dona Eleonore Vondenhoff)[73]
- 1982: Placa de Goethe de la ciutat de Frankfurt del Main[74]
- 1982: Medalla d'Or Mahler de la Societat Internacional Gustav Mahler de Viena (pòstum[75] juntament amb la seva dona Eleonore Vondenhoff)[76]